# Springbok

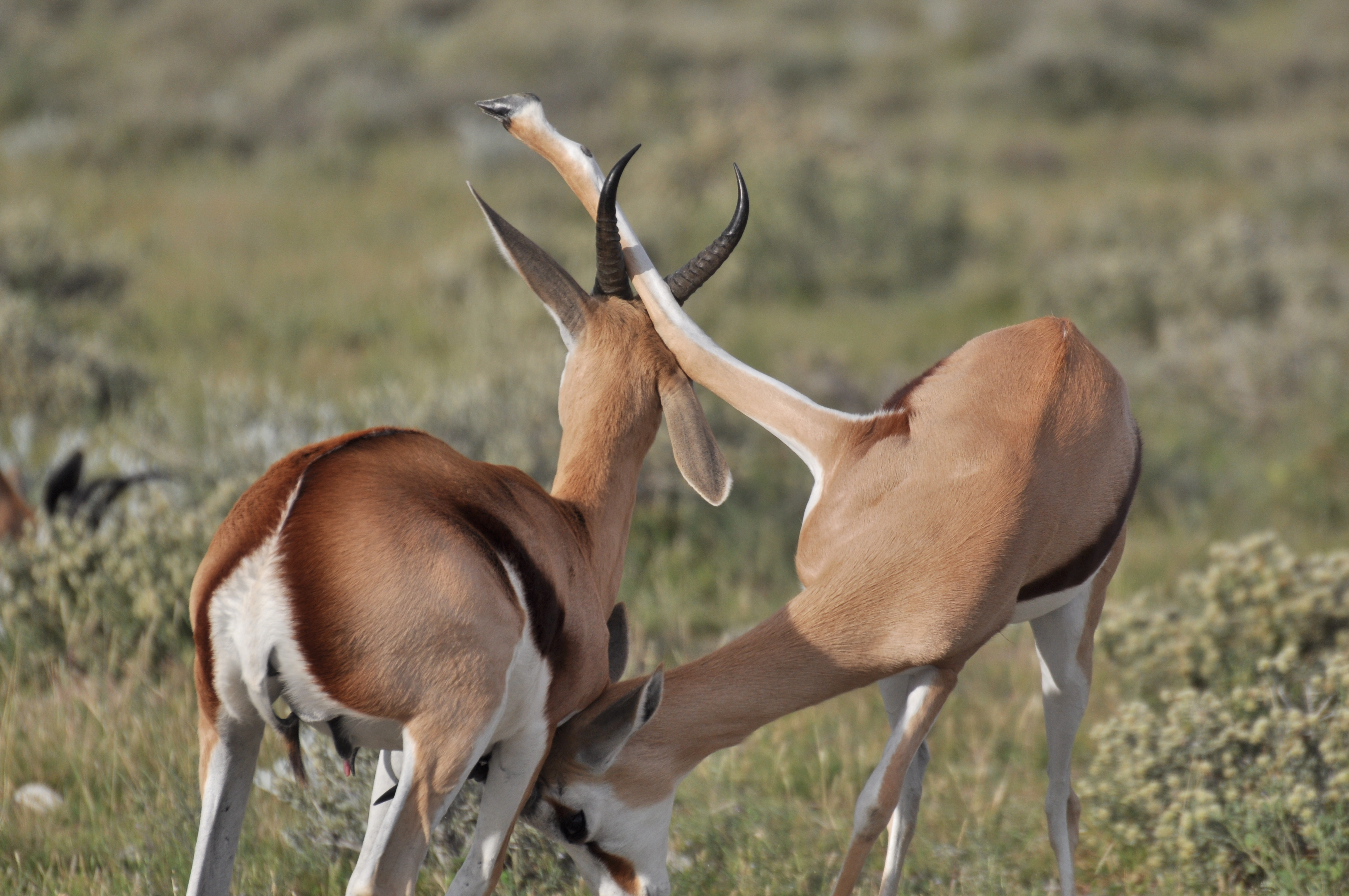
Twee springbokken met elkaar in gevecht, in Namibië.

De springbok (Antidorcas marsupialis) is een middelgroot soort antilope met een schofthoogte van ongeveer 75 cm. Het dier weegt tot 40 kg. 
Er zijn drie ondersoorten: De Kalahari springbok (Antidorcas marsupialis hofmeyri), de Kaapse springbok (Antidorcas marsupialis marsupialis) en de Angola springbok (Antidorcas marsupialis angolensis).

## Gedrag
Het dier dankt zijn naam aan de hoge sprongen die het maken kan. Voor een deel heeft dat ten doel achtervolgende roofdieren af te schudden, om zijn soortgenoten te waarschuwen, maar het dier heeft ook de neiging om met vier poten recht omhoog te springen, een gedrag dat 'pronken' genoemd wordt.

## Veeteelt
In het karig begroeide Karoo-gebied worden springbokken en andere antilopen ook wel in plaats van vee gehouden. Zij zijn namelijk minder belastend voor het marginale en kwetsbare milieu van die streek.

## Verspreiding
De natuurlijke leefomgeving van de springbok wordt gevormd door de droge binnenlanden van Zuid-Afrika, van welk land het ook het nationale dier is.